# Rechtswissenschaftliche Fakultät der Universität des Saarlandes

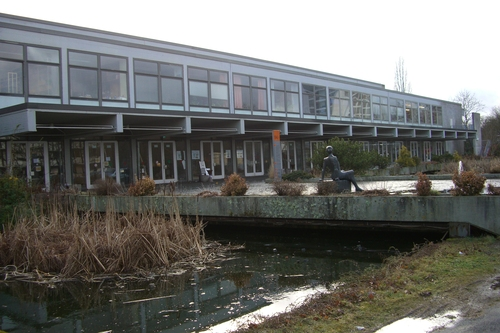
Das Hauptgebäude der rechtswissenschaftlichen Fakultät (2008).

Die Rechtswissenschaftliche Fakultät der Universität des Saarlandes konstituierte sich am 7. Oktober 1948 und bestand ab 1950 als Fachbereich innerhalb der gemeinsamen rechts- und wirtschaftswissenschaftlichen Fakultät. Im Oktober 2016 wurden die Rechtswissenschaften im Rahmen einer universitären Restrukturierung daraus ausgegliedert und bilden seither die „Fakultät R“ mit mehr als 2.600 Studierenden. Unter dem Dach der Fakultät bestehen unter anderem das Europa-Institut Saarbrücken und das Centre Juridique Franco-Allemand.
Bekannte Absolventen sind der Bundesverfassungsrichter Peter Müller sowie die Bundesminister Peter Altmaier und Heiko Maas, die zwischen 1983 und 1993 ihr Erstes Staatsexamen nach einem Studium an der einzigen juristischen Fakultät im Saarland ablegten.

## Geschichte
Am 15. Februar 1948 nahm das der Universität Nancy angegliederte „Institut d’Etudes Supérieures de l’Université de Nancy en Territoire Sarrois“ in Homburg seinen Lehrbetrieb auf, im Sommer 1948 erfolgte die Umwandlung des Instituts in die „Juristische Fakultät (Faculté de Droit)“ der zwischenzeitlich gegründeten Universität des Saarlandes. Am 7. Oktober 1948 konstituierte sich die nach Saarbrücken verlegte Fakultät durch die Wahl des Nancyer Professors für Rechtsphilosophie und Römisches Recht Félix Senn zum Dekan. Noch im selben Herbst wurde innerhalb der Fakultät ein wirtschaftswissenschaftliches Institut gegründet. Im Sommer 1950 entstand die „Rechts- und Wirtschaftswissenschaftliche Fakultät“, gegliedert in eine juristische und eine wirtschaftswissenschaftliche Sektion (1957–1971 Abteilung, 1971–2016 Fachbereich).
Die Anfangsjahre der rechtswissenschaftlichen Lehre an der Universität des Saarlandes waren wesentlich vom französischen Recht geprägt; der Studiengang war auf den Erwerb der Licence en droit ausgerichtet, während ein großer Teil des Professoriums aus Rechtslehrern der Universität Nancy bestand und die Lehrveranstaltungen überwiegend in französischer Sprache durchgeführt wurden. Demgegenüber galt im zu dieser Zeit unabhängigen Saarland (von geringfügigen Änderungen durch Besatzungsmacht und Landesgesetzgeber abgesehen) deutsches Recht aus der Zeit vor dem Nationalsozialismus und Voraussetzung für die Befähigung zum Richteramt war das erfolgreiche Ablegen des ersten und zweiten Staatsexamens. Dieser Diskrepanz wurde damit begegnet, dass saarländische Praktiker seit 1950 mit Lehraufträgen ausgestattet sowie planmäßige deutsche Professoren und Gastprofessoren eingesetzt wurden. Im November 1951 erfolgte die Gründung des Europa-Instituts als „Krone und Symbol der Universität“. Die Ausrichtung des rechtswissenschaftlichen Studiums auf das erste Staatsexamen (Referendarexamen) bedeutete gleichzeitig eine abnehmende Bedeutung des französischen Rechts, sodass die Gründung des „Centre d’Études Juridiques Françaises“ (CEJF) zum 1. November 1955 beschlossen wurde. Seither wird die französische Rechtslehre an der Universität des Saarlandes durch diese Einrichtung organisiert.
Nach der Volksbefragung über das Saarstatut im Oktober 1955 wurde das Saarland zum Jahresbeginn 1957 in die Bundesrepublik Deutschland eingegliedert. Damit verbunden war eine Reorganisation der Verhältnisse an der Universität des Saarlandes und eine Anpassung des rechtswissenschaftlichen Studiums an das Recht Deutschlands. Die folgenden Jahre waren gekennzeichnet durch das Bestreben, die Lehre und Forschung unter Beibehaltung der Einrichtungen und Institute in das Kollektiv der bundesdeutschen juristischen Fakultäten einzufügen. Einen Beitrag zum steigenden Ansehen des Saarbrücker Fachbereichs leisteten auch die Ausrichtung der Jahrestagung der Vereinigung der Deutschen Staatsrechtslehrer sowie der Strafrechtslehrertagung im Jahr 1963. Ebenfalls in diese Zeit fällt der Neubau der Fakultät, der 1964 abgeschlossen wurde. Zur Verwirklichung von Empfehlungen des Wissenschaftsrats erfolgte in den 1960er- und 1970er-Jahren ein zügiger Ausbau und eine rechtliche Umorganisation des Fachbereichs wie der gesamten Universität, die eine Erhöhung der Anzahl der Lehrstühle (acht deutsche Lehrstühle 1955, im Jahr 1962 bereits 16 Ordinariate, nach einem Anstieg auf vorübergehend 23 Lehrstühle bestanden Ende der 1980er-Jahre insgesamt 21 Professorenstellen) und einen Anstieg der Zahl der Studierenden von etwa 500 (1963) auf knapp 2.400 (1987) zur Folge hatte. 1997 stand die Streichung des Fachbereichs Rechtswissenschaft in einem Strategiepapier des saarländischen Bildungsministeriums zur Diskussion, diese „unsinnige Forderung“ wurde jedoch abgewendet.
Im Januar 2014 veröffentlichte der Wissenschaftsrat seine „Empfehlungen zur Weiterentwicklung des Hochschulsystems des Saarlandes“. Dabei wurde im Auftrag der saarländischen Landesregierung auch der stark sinkende Universitätshaushalt berücksichtigt, sodass das Gremium Empfehlungen für Einsparungen wie den Ausbau der Schwerpunkte der Universität und eine Verkleinerung des Studienangebots aussprach. „Bezüglich der Juristenausbildung im Rahmen des Staatsexamensstudienganges wird empfohlen, entweder ein kooperatives Angebot mit einer Universität der Großregion aufzubauen oder sie im Saarland gänzlich aufzugeben.“ Für im Grundsatz erhaltenswert hielt der Wissenschaftsrat ausschließlich die Rechtsinformatik und das Europarecht. Die Empfehlungen stießen auf heftige Kritik und wurden als „unseriös“, „fehlerhaft“ sowie „unbrauchbar“ bezeichnet und als solche seitens der Fakultät in einer Stellungnahme zurückgewiesen. Im Juni 2014 beschloss ein Lenkungskreis schließlich, dass der Staatsexamensstudiengang Rechtswissenschaften im Saarland erhalten bleiben solle. Zum 1. Oktober 2016 wurde die „Rechts- und Wirtschaftswissenschaftliche Fakultät (Fakultät 1)“ – in diesem Zeitpunkt mit insgesamt etwa 5.500 Studierenden die größte Wissenschaftsabteilung der Universität – nach 66 Jahren aufgespalten und eine eigenständige „Rechtswissenschaftliche Fakultät (Fakultät R)“ neu gegründet.

## Studium

### Saarbrücker Modell
Durch eine Änderung des saarländischen Juristenausbildungsgesetzes (JAG) im Juli 1998 wurde an der Universität des Saarlandes das sogenannte „Saarbrücker Modell der Juristenausbildung“ zum Wintersemester 1998/99 eingeführt. Während des sechssemestrigen Grund- und Hauptstudiums – der Studienbeginn ist ausschließlich im Wintersemester möglich – finden innerhalb von zwei Wochen zum Semesterabschluss jeweils zwischen sechs und neun Leistungskontrollklausuren statt. Um das Studium fortzusetzen, muss auf diese Weise während des Studienjahres eine Mindestpunktzahl (50 von 72) erreicht werden; wird diese Anzahl nicht erreicht, hat der Studierende das gesamte Studienjahr zu wiederholen. Das Ablegen der „großen Scheine“ im Strafrecht, Bürgerlichen und Öffentlichen Recht als Voraussetzung für die Teilnahme an der staatlichen Pflichtfachprüfung ist laut Studienplan zwischen dem vierten und sechsten Semester vorgesehen.

### Schwerpunktbereiche
Seit dem Jahr 2003 wird die staatliche Pflichtfachprüfung bundeseinheitlich durch den universitären Schwerpunktbereich ergänzt; beide Teile bilden zusammen (im Verhältnis 70:30) die „Erste juristische Prüfung“. In Saarbrücken können die Studierenden aus neun Schwerpunktbereichen wählen: Vertrags- und Wirtschaftsrecht, Steuerrecht, Arbeits- und Sozialrecht, Internationales Recht, Europarecht und Menschenrechtsschutz, Informations- und Medienrecht, Strafrechtspflege, Wirtschafts- und Steuerstrafrecht, Französisches Recht, Privatversicherungsrecht sowie IT-Recht und Rechtsinformatik.

### Hochschulrankings
Beim Hochschulranking 2017/18 des Centrums für Hochschulentwicklung (CHE) liegt die Fakultät in acht Kategorien in der Spitzengruppe (unter anderem bei der Bibliotheksausstattung), neunmal im Mittelfeld und findet sich in zwei Kategorien in der Schlussgruppe wieder (darunter die Drittmittelfinanzierung). In einer durch das Onlinemagazin Legal Tribune Online (LTO) zusammengestellten „subjektiven Rangfolge“ der rechtswissenschaftlichen Fakultäten, basierend auf Rankings der Wirtschaftswoche und des Centrums für Hochschulentwicklung bis 2015, belegt die Universität des Saarlandes den 31. Platz unter insgesamt 40 bewerteten Hochschulen.

### Internationale Kooperationen
Die rechtswissenschaftliche Fakultät der Universität des Saarlandes kooperiert mit Partneruniversitäten in 29 europäischen Staaten, außerdem in Sydney (Australien), Wuhan (China), Keiō (Japan), Québec (Kanada) und Johannesburg (Südafrika). Daneben besteht ein trilaterales Studienprogramm mit den Universitäten Lille II und Warwick sowie die Möglichkeit über das Erasmus-Programm gefördert einen Master of Laws (LL.M.) an der University of Exeter zu erwerben.

## Statistik
Der Fachbereich Rechtswissenschaften zählte 1951 insgesamt 234 Studierende, im Jahr 1963 waren 476 Studierende eingeschrieben. Diese Zahl stieg über 1.037 (1970) und 1.696 (1980) auf 2.388 Studentinnen und Studenten (1987) an. Die Studierendenstatistik weist für 1996 insgesamt 2.547 Studierende (2000: 2.195; 2005: 1.779) für den Fachbereich aus, nach der Einführung des Studiengangs „Wirtschaftsrecht für die Unternehmenspraxis“ (in Kooperation mit der TU Kaiserslautern) stieg die Zahl auf 2.901 im Jahr 2013 an. Seither ist die Zahl rückläufig, im Wintersemester 2017/18 sind 2.619 Studierende an der rechtswissenschaftlichen Fakultät eingeschrieben, davon 1.550 mit dem Abschlussziel Erste juristische Prüfung. Der Frauenanteil liegt bei 52 Prozent, ungefähr 12 Prozent der Studierenden kommen aus dem Ausland. Fakultätsübergreifend angeboten und daher nicht in den Statistiken enthalten ist der Studiengang Wirtschaft und Recht.
Zwischen 2006 – in diesem Jahr legten erstmals Studierende der Fakultät die staatliche Pflichtfachprüfung nach dem neuen System beim Landesprüfungsamt für Juristen ab – und 2017 wurden insgesamt 1.995 Prüfungen von 1.614 Rechtskandidaten abgelegt (die Diskrepanz erklärt sich durch Repetenten und Verbesserungsversuche). Der Frauenanteil betrug 59,4 Prozent, die Bestehensquote lag bei 74,6 Prozent, während insgesamt 16,9 Prozent der Prüfungen als Prädikatsexamina bewertet wurden. Etwa ein Viertel aller Prüfungen wurden als Freiversuch abgelegt, 79 Kandidaten scheiterten in dieser Zeit zum zweiten Mal und damit endgültig in der Pflichtfachprüfung. Die durchschnittliche Studiendauer der erfolgreichen Absolventen im Jahr 2016 lag bei 11,1 (staatliche Pflichtfachprüfung) respektive 12,8 Semestern (Erste juristische Prüfung) und bildete damit den Höchstwert aller deutschen Bundesländer.

## Veranstaltungen, Einrichtungen und Institute

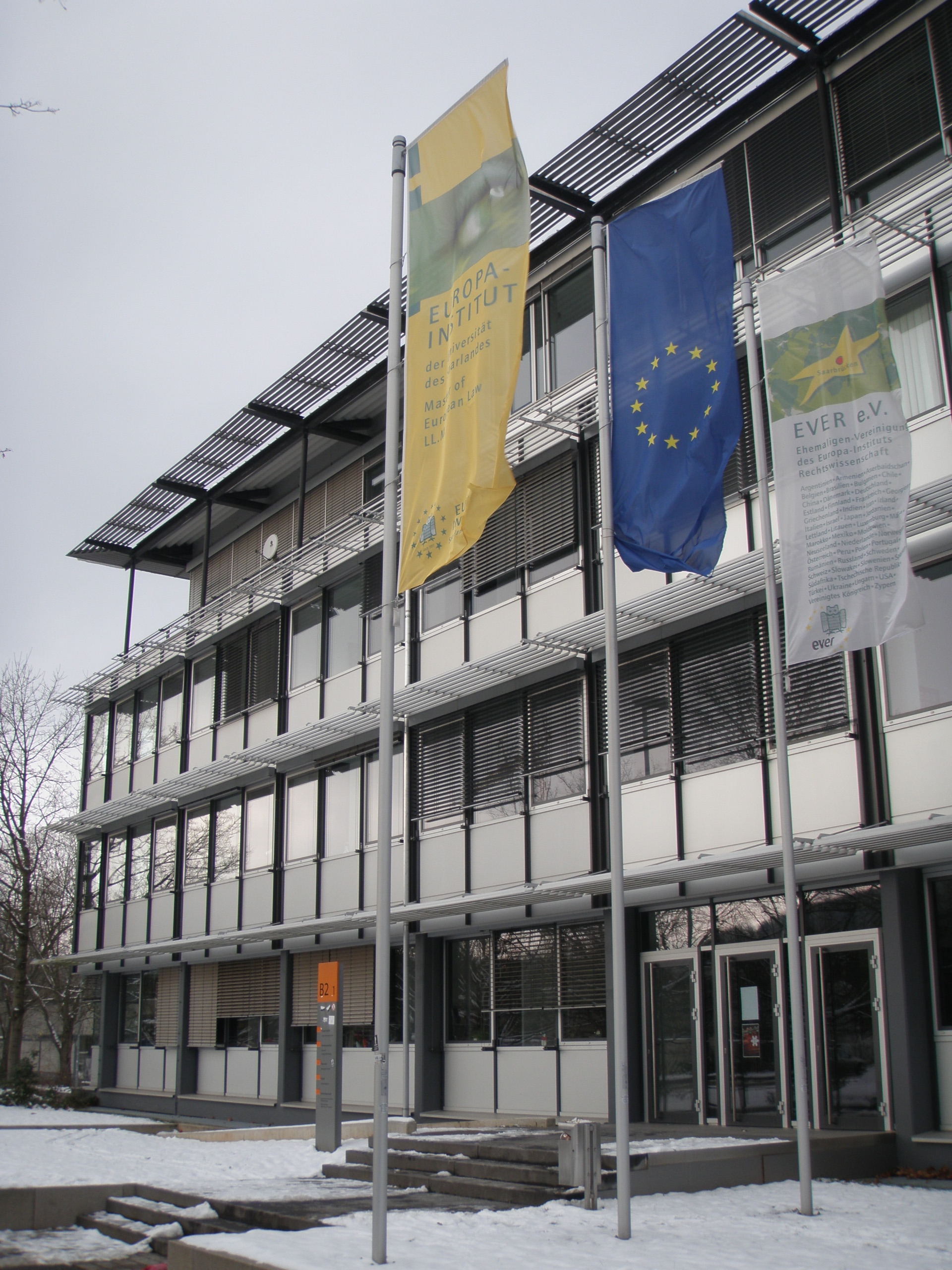
Das Europa-Institut (2011).

Unter dem Dach der rechtswissenschaftlichen Fakultät bestehen verschiedene wissenschaftliche Einrichtungen und Institute, außerdem ist der Fachbereich Gastgeber diverser Veranstaltungen wie dem jährlich stattfindenden Deutschen EDV-Gerichtstag. Die Jahrestagung der deutschsprachigen Strafrechtslehrer wurde im Juni 1963 an der Fakultät ausgerichtet, während die Staatsrechtslehrertagung 1963 sowie 2017 und der Deutsche Rechtshistorikertag in den Jahren 1960 und 2016 dort stattfanden.

### Europa-Institut
Nachdem sich der Rektor der Universität Joseph-François Angelloz im November 1950 zu einer „europäischen Universität“ bekannte, wurde am 6. November 1951 das zunächst fakultätsfreie und interdisziplinäre „Europäische Institut“ gegründet. Nach der Eingliederung des Saarlandes in die Bundesrepublik Deutschland folgte eine einjährige Unterbrechung der Lehre, der zwischen 1957 und 1965 als „Europäisches Forschungsinstitut“ (EFI) fortgeführt wurde. Aufgrund zurückgehender Studierendenzahlen wurde der Lehrbetrieb 1971 zunächst eingestellt und das Institut zum 1. März 1972 in den Fachbereich Rechtswissenschaften eingegliedert. Das Europa-Institut, Sektion Rechtswissenschaft bietet insbesondere den seit 1986 bestehenden Masterstudiengang im Europäischen und Internationalen Recht (früher: Magister des Europarechts) an. Gemeinsame Direktoren des Instituts sind Marc Bungenberg und Thomas Giegerich. Seit 1998 gibt die Einrichtung die vierteljährlich erscheinende Zeitschrift für Europarechtliche Studien (ZEuS) zu Problemen der Europäischen Integration, des Europarechts und des Internationalen Rechts heraus.

### Centre Juridique Franco-Allemand
Mit der zunehmenden Ausrichtung am deutschen Recht in den Jahren nach der Fakultätsgründung nahm die Bedeutung des französischen Rechts an der Universität des Saarlandes ab, sodass der universitäre Verwaltungsrat im März 1955 die Gründung des „Centre d’Études Juridiques Françaises“ (CEJF) bekannt gab, das im November 1955 seinen Lehrbetrieb aufnahm. Im Jahr 1995 wurde die Einrichtung in Centre Juridique Franco-Allemand (CJFA) umbenannt. Der Auftrag des Zentrums besteht in der Ausbildung von deutsch- und französischsprachigen Studierenden, die während des dreijährigen Studiums Kenntnisse im Recht beider Staaten erwerben wollen; den Abschluss bildet der Erwerb der Licence en droit.

### Europa-Kolleg (CEUS)
Das Europa-Kolleg (Collegium Europaeum Universitatis Saraviensis, CEUS) wurde im Dezember 2012 gegründet und soll als gemeinsame wissenschaftliche Einrichtung der Fakultäten für Empirische Humanwissenschaften und Wirtschaftswissenschaften, Philosophie und Rechtswissenschaften eine engere Vernetzung der Bereiche ermöglichen und in Kooperation mit den europäisch ausgerichteten Institutionen im Umfeld der Fakultäten die europabezogene Lehre und Verbundforschung koordinieren.

### Institute
- Institut für Arbeits- und Sozialrecht[45] (Lehrstuhl Weth)
- Institut für Europäisches Recht, seit 1954[46] (Lehrstühle Martinek, Chiusi)
- Institut für Rechtsinformatik, seit 1988[47] (Lehrstühle Borges, Weth, Cossalter, Sorge)
- Institut für Wirtschaftsstrafrecht sowie Internationales und Europäisches Strafrecht[48] (Lehrstühle Mansdörfer, Koriath)
- ehemals: Institut für Rechts- und Sozialphilosophie (erster Direktor Werner Maihofer[49], letzter Direktor Alessandro Baratta[50])

### Deutsch-Europäisches Juridicum
Unter dem Begriff „Deutsch-Europäische Juridicum“ sind die Bibliotheken der rechtswissenschaftlichen Fakultät zusammengefasst, die mit einem Bestand von etwa 500.000 Büchern die größte Fachbereichsbibliothek der Universität des Saarlandes bilden. Im Jahr 1949 wurde zur Verwaltung der systematisch gegliederten Präsenzbibliotheken des Fachbereichs die „Juristische Seminarbibliothek“ errichtet. Der Bestand des Bibliothekssystems umfasste ursprünglich etwa 1.000 Bände (1949) und wuchs über 120.000 (1963) und 250.000 Bände (1989) an. Das Stammseminar befindet sich im 1. Obergeschoss des Hauptgebäudes der Fakultät und bietet etwa 220 Studierenden Arbeitsplätze.

### Sonstige Projekte im Umfeld
Das Juristische Internetprojekt Saarbrücken (JIPS) ist ein 1993 auf studentische Initiative hin entstandenes Informationsportal zu juristischen Themen, das sich schwerpunktmäßig mit Datenschutzrecht, Persönlichkeitsrecht, Urheberrecht und aktuellen Entwicklungen befasst. Zu den Kooperationspartnern des Projekts zählt der in Saarbrücken ansässige Deutsche EDV-Gerichtstag. Nach der Emeritierung der für die Plattform verantwortlichen Professoren Maximilian Herberger und Helmut Rüßmann wird das Internetprojekt heute von Georg Borges und Christoph Sorge geleitet.
Im Jahr 1994 riefen der Saarbrücker Professor für Öffentliches Recht Klaus Grupp und dessen Lehrstuhlmitarbeiter Ulrich Stelkens die Saarheimer Fälle zum Staats- und Verwaltungsrecht ins Leben. Die Fallsammlung enthält inzwischen über 110 Sachverhalte verschiedener Schwierigkeitsgrade und Lösungsvorschläge auf dem Gebiet des Öffentlichen Rechts, die sich in der virtuellen saarländischen Stadt Saarheim abspielen.

## Gebäude der Fakultät
Das Hauptgebäude der rechtswissenschaftlichen Fakultät, Gebäude B4.1 (ehemals 16.1), befindet sich im südlichen Teil des Campus und wurde in den Jahren 1959 bis 1964 nach den Plänen der Architekten Rolf Heinz Lamour, Albert Dietz und Bernhard Grothe errichtet. Im Zentrum des 85,90 m × 95,40 m großen Baus befindet sich das Audimax, mit 836 Sitzplätzen der größte Hörsaal der Universität. Zur Kunst des Gebäudes zählen eine Lackwand im Dekanatssitzungsraum (geschaffen 1962 von Wolfram Huschens), Betonreliefs an beiden Hörsaalwänden in den Innenhöfen (geschaffen 1961 von Helmut Kreutzer) sowie eine Metallplastik in der Eingangshalle (geschaffen 1963/64 von Herbert Strässer). Der viergeschossige Stahlbetonbau ist als Einzeldenkmal innerhalb des Ensembles „Universität des Saarlandes“ denkmalgeschützt.
Einige Veranstaltungen der Fakultät finden außerdem im Gebäude C3.1 (ehemals Gebäude 31) statt, einem siebengeschossigen Bau in unmittelbarer Nähe zum Mittelpunkt der Universität („Campus Center“), der unter anderem die Lehrstühle für Strafrecht beherbergt. Das Europa-Institut befindet sich im fünfgeschossigen Gebäude B2.1 (ehemals Gebäude 9.1), einem in den Jahren 1955 bis 1960 von der Architektengemeinschaft Hans Hirner, Rudolf Güthler und Walter Schrempf geschaffenen Erweiterungsbau der naturwissenschaftlichen Fakultät, der heute ebenfalls denkmalgeschützt und vom Hauptgebäude der Fakultät über den „Französischen Platz“ erreichbar ist.

## Lehrstühle
Der rechtswissenschaftlichen Fakultät gehören insgesamt 18 Professorinnen und Professoren mit Lehrstühlen an (Stand: Oktober 2022).

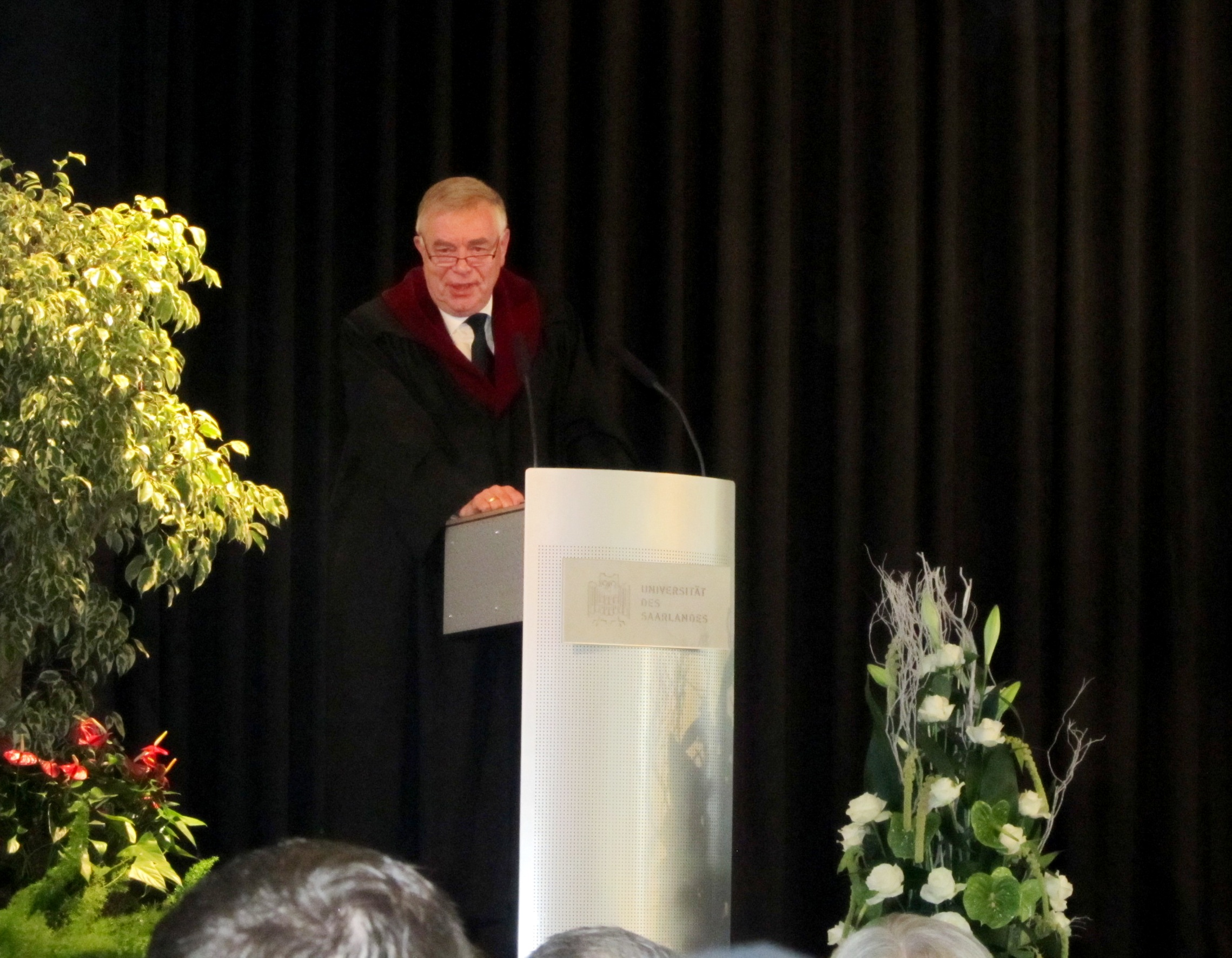
Werner Meng (1948–2016),
ehemaliger Inhaber des Lehrstuhls für Öffentliches Recht, Völkerrecht und Europarecht und Co-Direktor des Europa-Instituts

- Roland Michael Beckmann: Lehrstuhl für Bürgerliches Recht, Handels- und Wirtschaftsrecht, Arbeitsrecht sowie Privatversicherungsrecht (seit 2000)
- Georg Borges: Lehrstuhl für Bürgerliches Recht, Rechtsinformatik, deutsches und internationales Wirtschaftsrecht sowie Rechtstheorie (seit 2014)
- Dominik Brodowski: Lehrstuhl für Strafrecht und Strafprozessrecht (seit 2022, zuvor seit 2018 Juniorprofessor an der Fakultät)
- Marc Bungenberg: Lehrstuhl für Öffentliches Recht, Völkerrecht und Europarecht (seit 2015), zugleich Jean-Monnet-Lehrstuhl für Internationale Streitbeilegung und Rechtsstaatlichkeit
- Tiziana Chiusi: Lehrstuhl für Zivilrecht, Römisches Recht und Europäische Rechtsvergleichung (seit 2001)
- Philippe Cossalter: Lehrstuhl für französisches öffentliches Recht (seit 2010)
- Julien Dubarry: Lehrstuhl für französisches Zivilrecht
- Thomas Giegerich: Lehrstuhl für Europarecht, Öffentliches Recht und Völkerrecht (seit 2012), zugleich Jean-Monnet-Lehrstuhl für Europäische Integration, Antidiskriminierung, Menschenrechte und Vielfalt
- Christian Gomille: Lehrstuhl für Bürgerliches Recht, Europäisches und Internationales Privatrecht sowie Zivilprozessrecht (seit 2020)
- Christoph Gröpl: Lehrstuhl für Staats- und Verwaltungsrecht, deutsches und europäisches Finanz- und Steuerrecht (seit 2003)
- Annette Guckelberger: Lehrstuhl für Öffentliches Recht (seit 2006)
- Dimitrios Linardatos: Lehrstuhl für Bürgerliches Recht, Recht der Digitalisierung und Wirtschaftsrecht (seit 2023, Nachfolge Michael Martinek)
- Hannes Ludyga: Lehrstuhl für Bürgerliches Recht, Immaterialgüterrecht, Deutsche und Europäische Rechtsgeschichte (seit 2014)
- Marco Mansdörfer: Lehrstuhl für Strafrecht einschließlich Wirtschaftsstrafrecht und Strafprozessrecht (seit 2013)
- Nikolaus Marsch: Lehrstuhl für Deutsches und Europäisches Öffentliches Recht und Rechtsvergleichung (seit 2019)
- Annemarie Matusche-Beckmann: Lehrstuhl für Bürgerliches Recht, deutsches und europäisches Handels- und Wirtschaftsrecht sowie Privatversicherungsrecht (seit 2006)
- Mustafa Temmuz Oğlakcıoğlu: Lehrstuhl für Strafrecht, Strafprozessrecht und Rechtsphilosophie (seit 2021)
- Christoph Sorge: Lehrstuhl für Rechtsinformatik (seit 2014)
- Stephan Weth: Lehrstuhl für Deutsches und Europäisches Prozess- und Arbeitsrecht sowie Bürgerliches Recht (seit 1995)

### Ehemalige Professoren
Genannt werden ehemalige Professoren, die nicht mehr an der Universität des Saarlandes lehren. In Klammern angegeben  ist der Zeitraum, in dem Betreffende eine ordentliche Professur innehatten. Vier Professoren der Fakultät waren außerdem Universitätspräsident (1948–1973 Universitätsrektor), namentlich Heinz Hübner (1956–1958), Gerhard Kielwein (1962–1964), Werner Maihofer (1967–1969) und Günther Hönn (1992–2000).
- Bernhard Aubin (1957–1982)
- Steffen Augsberg (2011–2013)
- Christian Autexier (1984–2009)
- Alessandro Baratta (1971–2001)
- Johann Paul Bauer (1975–1998)
- Fritz Brecher (1964–1984)
- Rudolf Bruns (1951–1956)
- Alfons Bürge (1993–1999)
- Joachim Burmeister (1976–1993)
- Guillaume Cardascia (1949–1954)
- Wilfried Fiedler (1984–2002)
- Thomas Gergen (2010–2013)
- Paul Gieseke (1950–1952)
- Klaus Grupp (1987–2007)
- Christian Helfer (1969–1995)
- Maximilian Herberger (1988–2014)
- Rudolf Hoke (1966–1971)
- Günther Hönn (1984–2004)
- Ulrich Huber (1971–1973)
- Heinz Hübner (1955–1960)
- Uwe Hüffer (1980–1985)
- Josef Isensee (1971–1975)
- Günther Jahr (1961–1991)
- Detlev Joost (1985–1991)
- Heike Jung (1977–2008)
- Arthur Kaufmann (1960–1969)
- Gerhard Kielwein (1958–1987)
- Jan Henrik Klement (2013–2018)
- Wolfgang Knies (1971–2003)
- Heinz Koriath (1995–2021)
- Detlef Krauß (1970–1979)
- Peter Krause (1973–1975)
- Heinrich Lange (1951–1953)
- Arnold Liebisch (1949–1957)
- Gerhard Lüke (1961–1995)
- Werner Maihofer (1956–1969)
- Michael Martinek (1986–2019)
- Werner Meng (1999–2013)
- Ernst-Joachim Mestmäcker (1959–1963)
- Carsten Momsen (2004–2010)
- Heinz Müller-Dietz (1969–1997)
- Ulfrid Neumann (1987–1994)
- Louis Pahlow (2009–2012)
- Hanns Prütting (1982–1986)
- Henning Radtke (1999–2002)
- Filippo Ranieri (1995–2009)
- Georg Ress (1977–2001)
- Wolfgang Rüfner (1979–1985)
- Helmut Rüßmann (1987–2012)
- Hartmut Schiedermair (1976–1983)
- Jürgen Schmidt (1972–1975)
- Rudolf Schránil (1948–1952)
- Dietrich Schultz (1975–1984)
- Ernst Seelig (1954–1955)
- Kurt Seelmann (1978–1983)
- Ignaz Seidl-Hohenveldern (1958–1964)
- Torsten Stein (1991–2012)
- Ulrich Stock (1948–1950)
- Carl-Friedrich Stuckenberg (2008–2011)
- Werner Thieme (1958–1962)
- Elmar Wadle (1978–2006)
- Heinz Wagner (1966–1970)
- Wilhelm Wegener (1958–1976)
- Rudolf Wendt (1988–2013)
- Herbert Wehrhahn (1957–1978)
- Claude Witz (1980–2017)
- Josef Wolany (1959–1974)
- Markus Würdinger (2012–2019)
- Hans F. Zacher (1963–1971)
- Albrecht Zeuner (1958–1961)

### Honorarprofessoren
Folgende Personen waren oder sind Honorarprofessoren der rechtswissenschaftlichen Fakultät (einschließlich des Europa-Instituts):
- Siegbert Alber (1936–2021), Generalanwalt EuGH
- Peter Bilsdorfer (* 1951), Präsident FG Saarland
- Günter Ellscheid (* 1930)
- Waltraud Hakenberg (1955–2024), Kanzlerin EuGöD
- Willy Haubrichs (1911–1982)
- Hartmut Hillgenberg (* 1935), Botschafter
- Günter Hirsch (* 1943), Präsident BGH
- Carl Otto Lenz (* 1930), Generalanwalt EuGH
- Ulli Meyer (* 1973)
- Egon Müller (1938–2022)
- Stephan Ory (* 1958)
- Hans-Werner Osthoff (1911–2006)
- Herbert Petzold (* 1935), Kanzler EGMR
- Gerhard Reischl (1918–1998), Generalanwalt EuGH
- Roland Rixecker (* 1951), Präsident VerfGH Saarland
- Martin Selmayr (* 1970), Generalsekretär EU-Kommission

## Personen

### Ehrenpromotionen
Zwischen 1965 und 2009 ernannte die rechts- und wirtschaftswissenschaftliche Fakultät 40 Ehrendoktoren. Bei mit einer Raute # gekennzeichneten Personen handelt es sich um Wirtschaftswissenschaftler, die heute entsprechend der Fakultät für Empirische Humanwissenschaften und Wirtschaftswissenschaft (HW) zugeordnet würden.
| - 1965: Pierre Voirin - 1967: Gottfried Haberler # - 1968: Erich Gutenberg # - 1981: Walter Braun # - 1983: Hermann Mosler - 1984: Wolfgang F. Stolper # - 1985: Michel Fromont - 1987: Hans-Georg Plaut # | - 1988: Rudolf Wildenmann # - 1988: André Tunc - 1988: Teiichirō Nakano - 1988: Akira Ishikawa - 1988: Kōichi Miyazawa - 1989: Jan Kmenta # - 1990: Hasso Plattner # - 1991: Louis Favoreu | - 1991: Hans Peter Ipsen - 1993: Herbert Giersch # - 1994: Neil MacCormick - 1994: Gordon Slynn, Baron Slynn of Hadley - 1996: Yves Demeer - 1997: Gil Carlos Rodríguez Iglesias - 1997: André Huet - 1997: Jacques Grosclaude | - 2001: Karl Doehring - 2001: David Edward - 2001: Ulrich Everling - 2003: Gerhard Käfer - 2008: John McEldowney - 2008: Vladimir Vodinelić - 2009: Takehiko Mikami - 2009: Makoto Ida |

### Bekannte Studierende
Genannt werden Persönlichkeiten, die zumindest zeitweise ein Studium an der Fakultät (einschließlich des Europa-Instituts) an der Universität des Saarlandes absolvierten.
| - Andreas Abel (* 1974) - Prof. Achim Albrecht (* 1959) - Peter Altmaier (* 1958), Bundesminister - Prof. Holger Altmeppen (* 1957) - Prof. Ulrike Babusiaux (* 1973) - Manfred Baldauf (* 1952) - Andrea Becker (* 1970) - Franz Becker (* 1930), Landesminister - Raimund Becker (* 1959) - Petra Berg (* 1964) - Anke Berger (* 1965), Richterin BAG - Prof. Peter Bilsdorfer (* 1951), Präsident FG Saarland - Ulrich Birkenheier (* 1949) - Joachim Bitterlich (* 1948), Botschafter - Wolf-Ruthart Born (* 1944), Botschafter - Klaus Bouillon (* 1947), Landesminister - Winfried Brandenburg (* 1939) - Prof. Gert Brüggemeier (* 1944) - Thomas Bruns (1948–2023), Botschafter - Hubert Bung (1920–2004) - Prof. Christian Calliess (* 1964) - Prof. Daniela Demko (* 1971) - Bernhard J. Deubig (1948–2018) - Richard Dewes (* 1948), Landesminister - Gerold Dieke (* 1943) - Prof. Dieter Dörr (* 1952) - Walter Dury (* 1944) - Harald Ecker (* 1939) - Christine Eckstein-Puhl (* 1968) - Prof. Eberhard Eichenhofer (* 1950) - Wolfgang Eicher (* 1952), Vorsitzender Richter BSG - Prof. Volker Emmerich (* 1938) - Prof. Joachim Englisch (* 1973) - Prof. Günter Endruweit (1939–2021) - Martin Estelmann (* 1961), Richter BSG - Prof. Udo Fink (* 1957) - Dieter Finzel (1940–2019) - Prof. Peter Fischer (* 1942), Vorsitzender Richter BFH - Prof. Hans-Ernst Folz (1933–2016) | - Prof. Andreas Furrer (* 1963) - Wilhelm Gehrlein (1920–1985), Präsident VerfGH Saarland - Markus Gestier (* 1962) - Florian Gillen (* 1982) - Christian Gläser (* 1966) - Rainer Grün (1950–2010) - Dieter Gruschke (1939–2019) - Prof. Stefan Habermeier (* 1960) - Prof. Rainer Hamm (* 1943) - Volker Hassemer (* 1944), Senatsmitglied - Prof. Winfried Hassemer (1940–2014), Vizepräsident BVerfG - Prof. Wolfgang Hau (* 1968) - Peter Hauptmann (* 1966) - Dagmar Heib (* 1963) - Marcus Held (* 1977), MdB - Walter Henn (1927–2004), Landesminister - Prof. Brun-Hagen Hennerkes (* 1939) - Martin Hoffmann (* 1959) - Cornelia Hoffmann-Bethscheider (* 1968) - Prof. Klaus Hoffmann-Holland (* 1971) - Norbert Holzer (1948–2020) - Anette Hübinger (* 1955), MdB - Raimund Hübinger (* 1952) - Prof. Ulrich Hübner (1942–2008) - Prof. Ulrich Immenga (* 1934) - Prof. Norbert Jacobs (* 1955) - Prof. Florian Jeßberger (* 1971) - Prof. Heike Jochum (* 1968) - Prof. Heike Jung (* 1942) - Katrin Just (* 1967), Richterin BSG - Martin Karren (* 1962) - Marion Kemmerzell (* 1955) - Prof. Bernhard Kempen (* 1960) - Prof. Christof Kerwer (* 1964) - Leo Kerwer (1933–2012) - Joachim Kiefaber (* 1945) - Prof. Iris Kirchner-Freis (* 1972) - Thomas Kleist (* 1955) - Stephan Kolling (* 1972) | - Reinhold Kopp (* 1949), Landesminister - Stephan Körner (* 1964) - Roland Krämer (* 1959) - Annegret Kramp-Karrenbauer (* 1962), Ministerpräsidentin - Prof. Peter Krause (1936–2023) - Franz Josef Kremp (* 1955), Diplomat - Jutta Krüger-Jacob (* 1963) - Haug von Kuenheim (* 1934) - Prof. Hans-Heiner Kühne (* 1943) - Prof. Karl-Ludwig Kunz (* 1947) - Prof. Steffen Lampert (* 1979) - Robert Leicht (* 1944) - Jo Leinen (* 1948), MdEP - Ingo Lenßen (* 1961) - Prof. Wolfgang Lüke (* 1956) - Heiko Maas (* 1966), Bundesminister - Klaus Meiser (* 1954), Landesminister - Prof. Ulli Meyer (* 1973) - Timo Mildau (* 1992) - Anke Morsch (* 1969), Bundesrichterin am Bundesfinanzhof - Prof. Egon Müller (1938–2022) - Peter Müller (* 1955), Ministerpräsident, Richter BVerfG - Steffen Müller (* 1955) - Heinz Nawratil (1937–2015) - Richard Nospers (1948–2009) - Ulrich Nußbaum (* 1957), Senatsmitglied - Volker Oberhausen (* 1959) - Prof. Jürgen Oechsler (* 1963) - Prof. Sebastian Omlor (* 1981) - Prof. Stephan Ory (* 1958) - Anke Rehlinger (* 1976), Landesministerin - Klaus Richter (* 1965) - Peter Richter (* 1985) - Prof. Roland Rixecker (* 1951), Präsident VerfGH Saarland - Franz Ruland (* 1942) - Klaus Rupprecht (* 1942) - Klaus Rüter (* 1940) - Alexander Scheuer (* 1968) | - Wolfgang Schild (* 1952) - Gerhard Schindler (* 1952), Präsident BND - Michael Schley (* 1974) - Thomas Schmitt (* 1973) - Herbert Schneiders (* 1953) - Nadine Schön (* 1983), MdB - Ottmar Schreiner (1946–2013), MdB - Prof. Ulrich Schroth (* 1946) - Joachim Schultz-Tornau (* 1943) - Walter Schumacher (* 1950) - Günther Schwarz (1941–2022) - Christian Seel (* 1971) - Marc Speicher (* 1984) - Axel Spies (* 1952) - Ingeborg Spoerhase-Eisel (* 1947), Landesministerin - Prof. Bernd Stauder (* 1941) - Udo Steiner (* 1939), Richter BVerfG - Prof. Ulrich Stelkens (* 1967) - Bernhard Sterz (* 1962), Staatssekretär - Prof. Christoph Teichmann (* 1964) - Roland Theis (* 1980) - Kurt Thürk (1926–2002), MdB - Stephan Toscani (* 1967), Landesminister - Reiner Ulmcke (* 1937) - Constança Urbano de Sousa (* 1967), portugiesische Ministerin - Gerhard Wack (* 1945) - Arno Walter (1934–2022), Landesminister - Hans-Georg Warken (* 1956) - Prof. Rudolf Warnking (* 1938) - Georg Weisweiler (* 1946), Landesminister - Rainer Wicklmayr (1929–2020), Landesminister - Claudia Willger (* 1961) - Prof. Heinrich Wilms (1959–2010) - Volker Wissing (* 1970), Landesminister, MdB - Henner Wittling (* 1946), Landesminister - Sascha Zehner (* 1973) - Werner Zeyer (1929–2000), Ministerpräsident - Prof. Burkhardt Ziemske (1956–2001) |

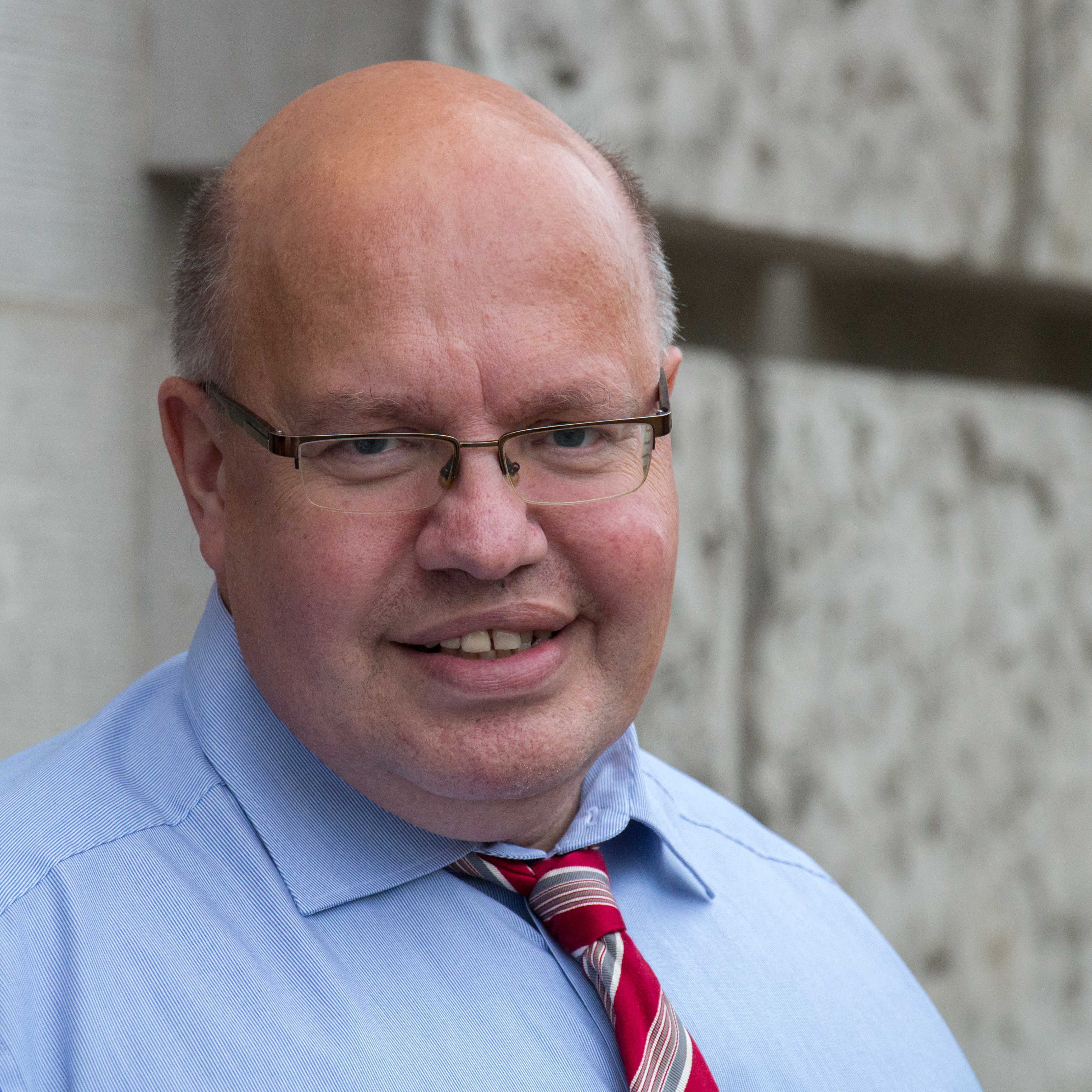
Peter Altmaier
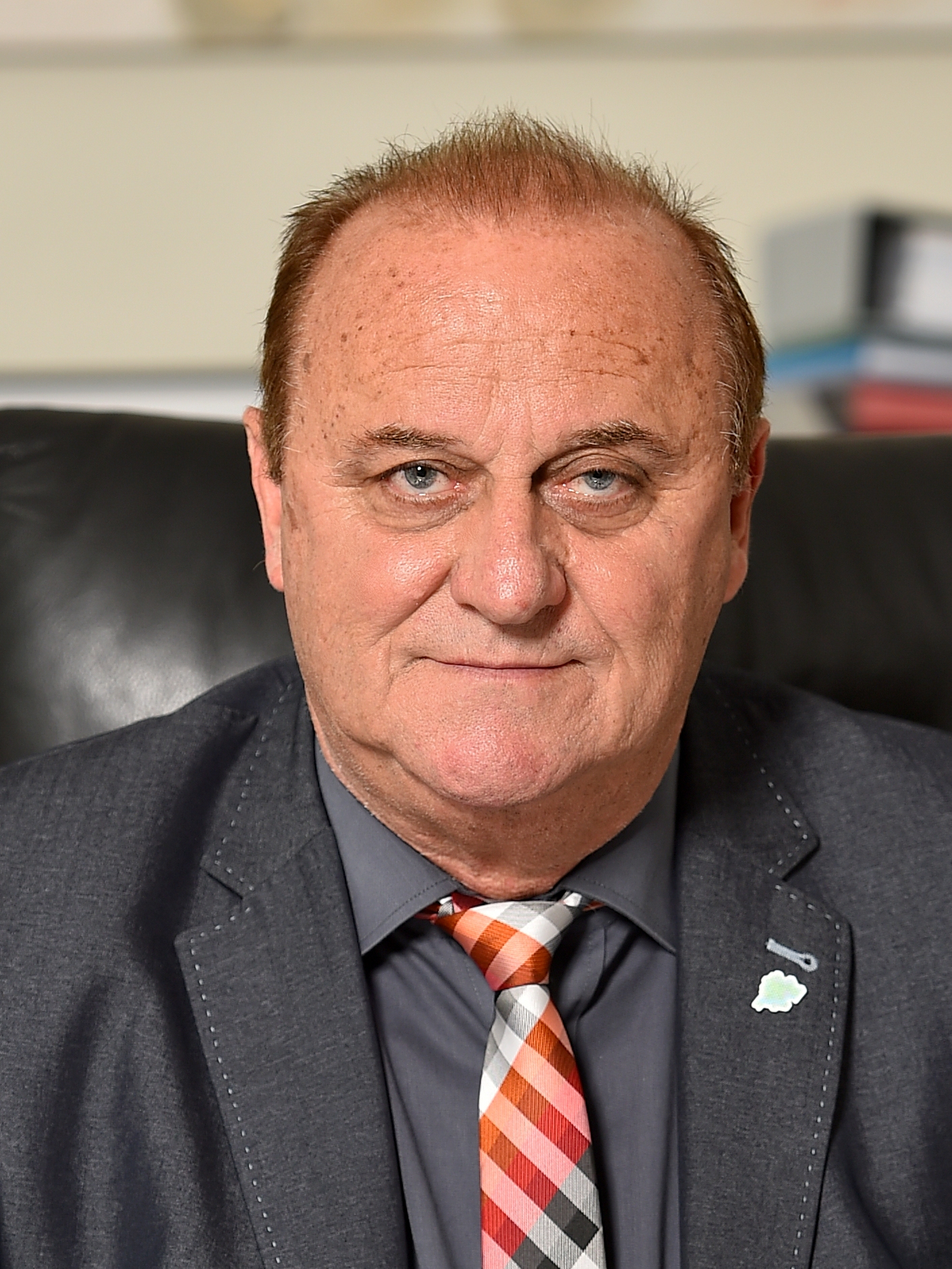
Klaus Bouillon
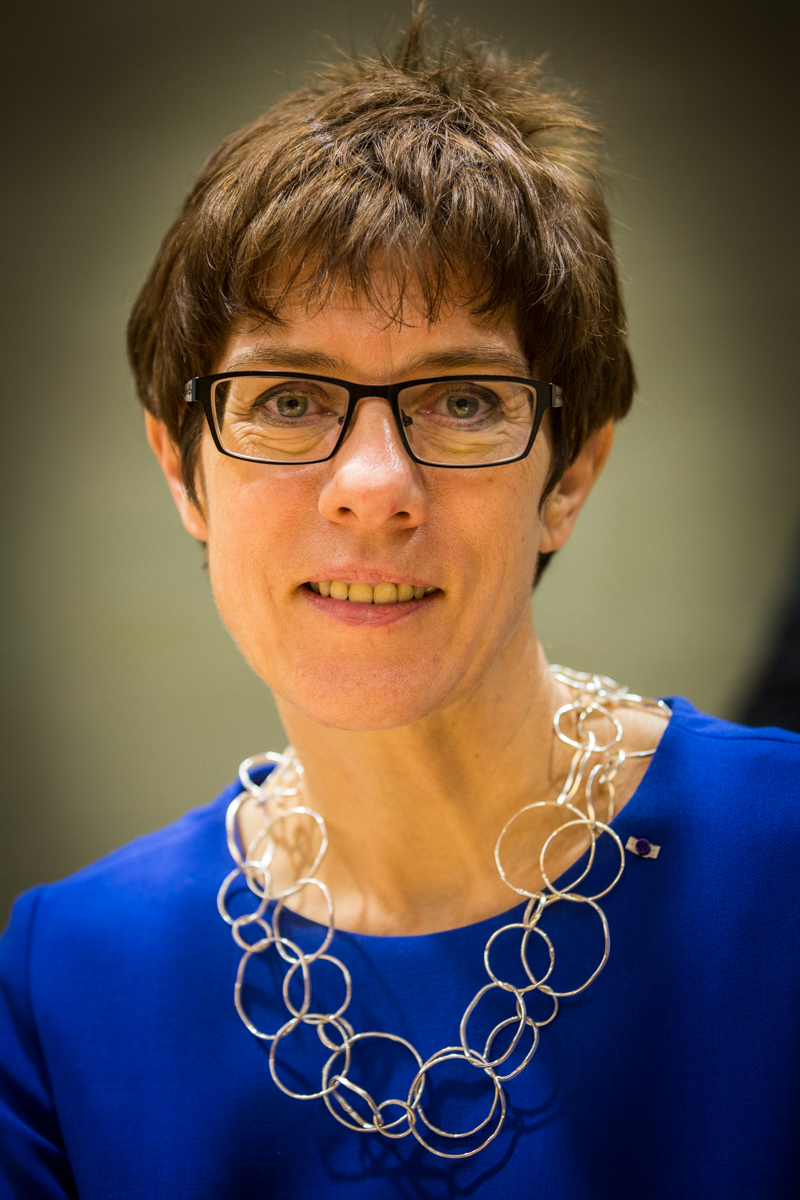
Annegret Kramp-Karrenbauer
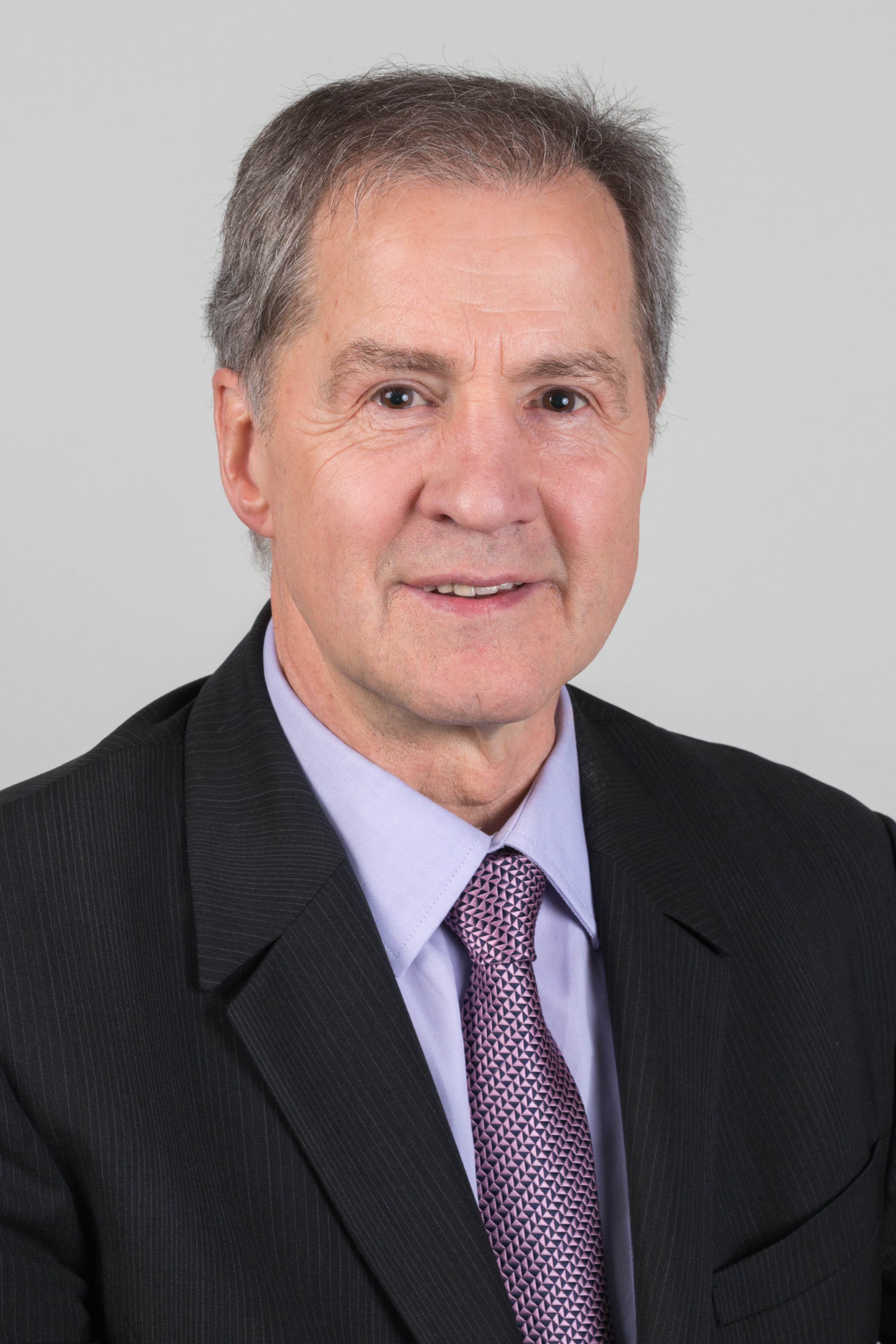
Jo Leinen
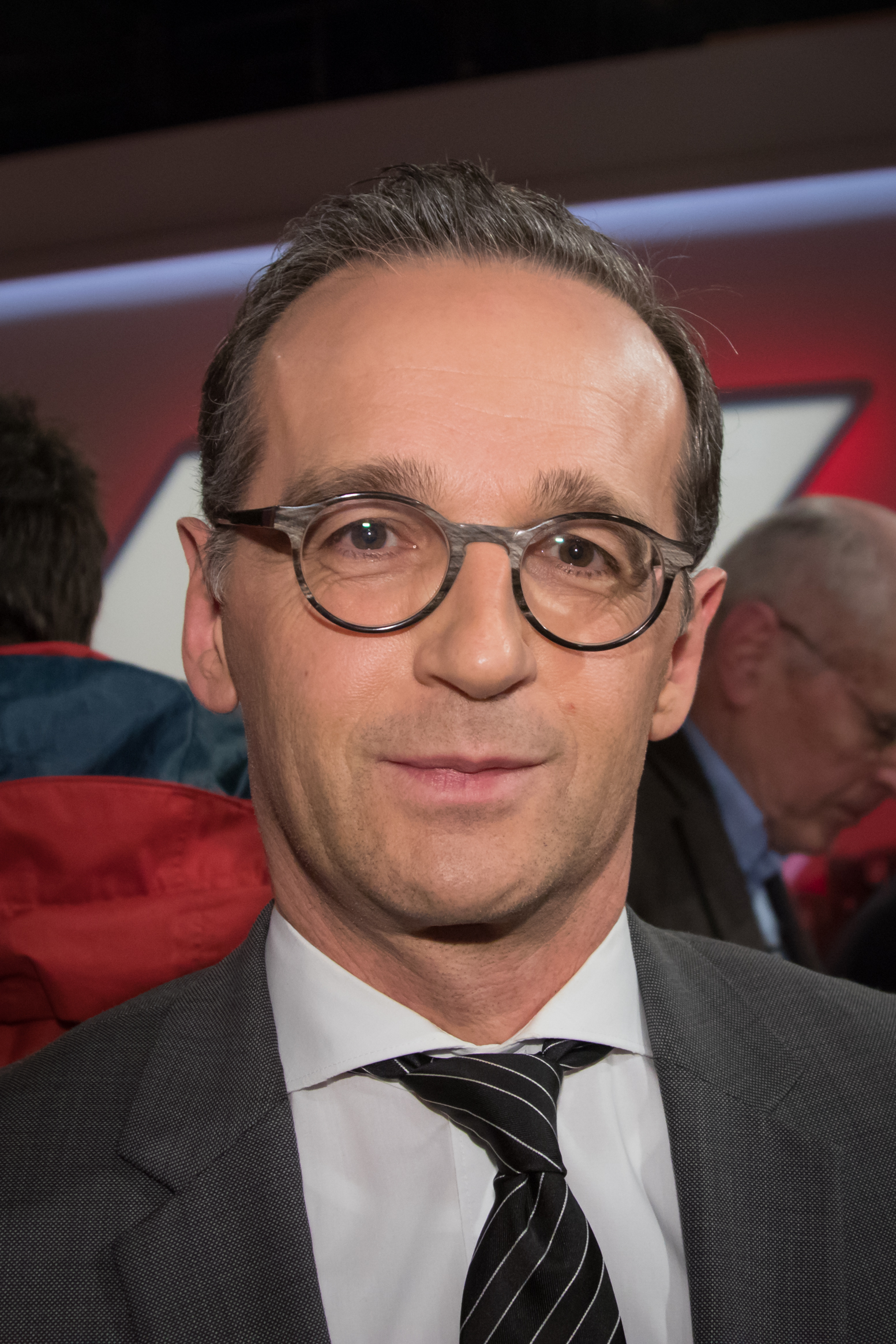
Heiko Maas
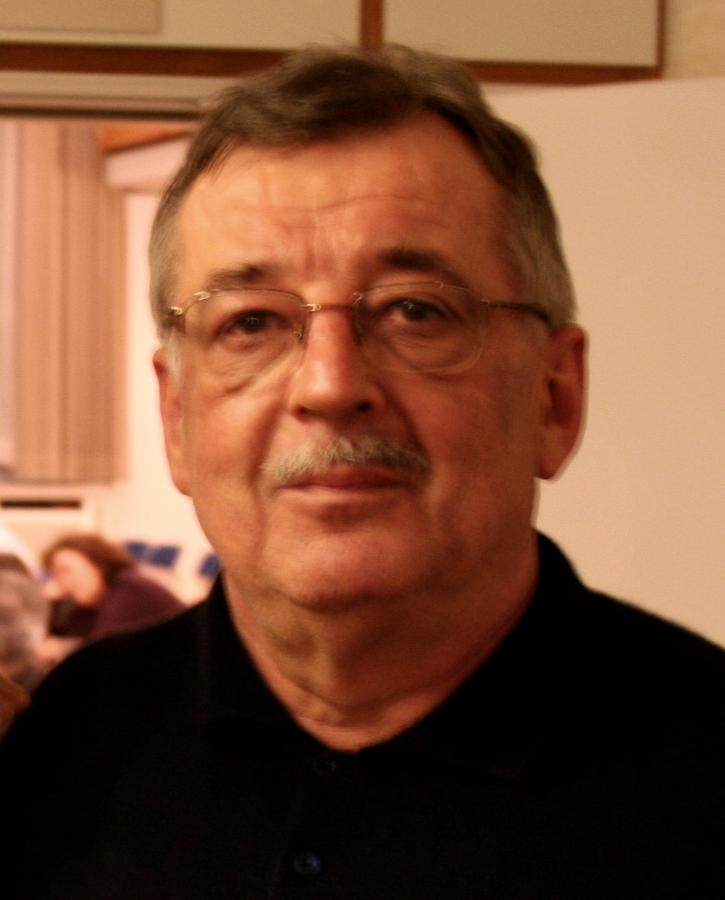
Ottmar Schreiner
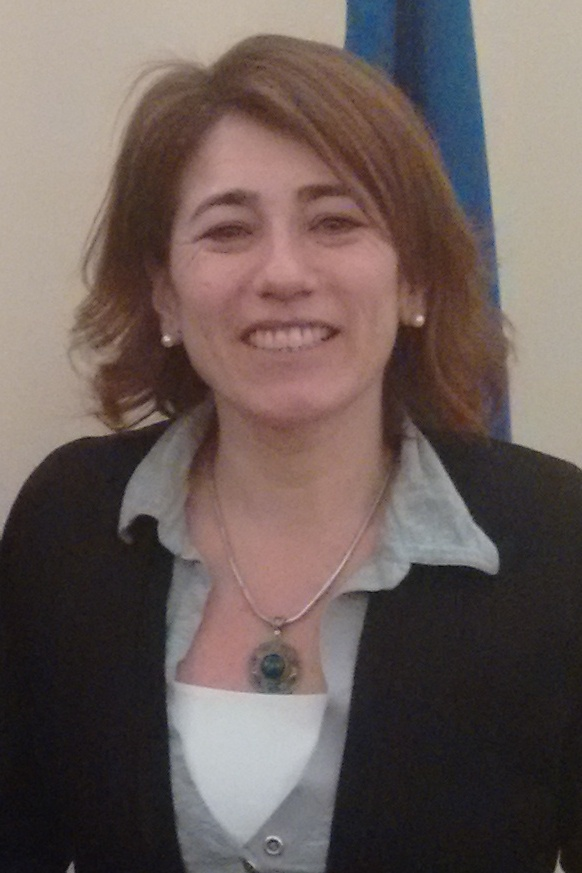
Constança Urbano de Sousa